# Cerámica negra

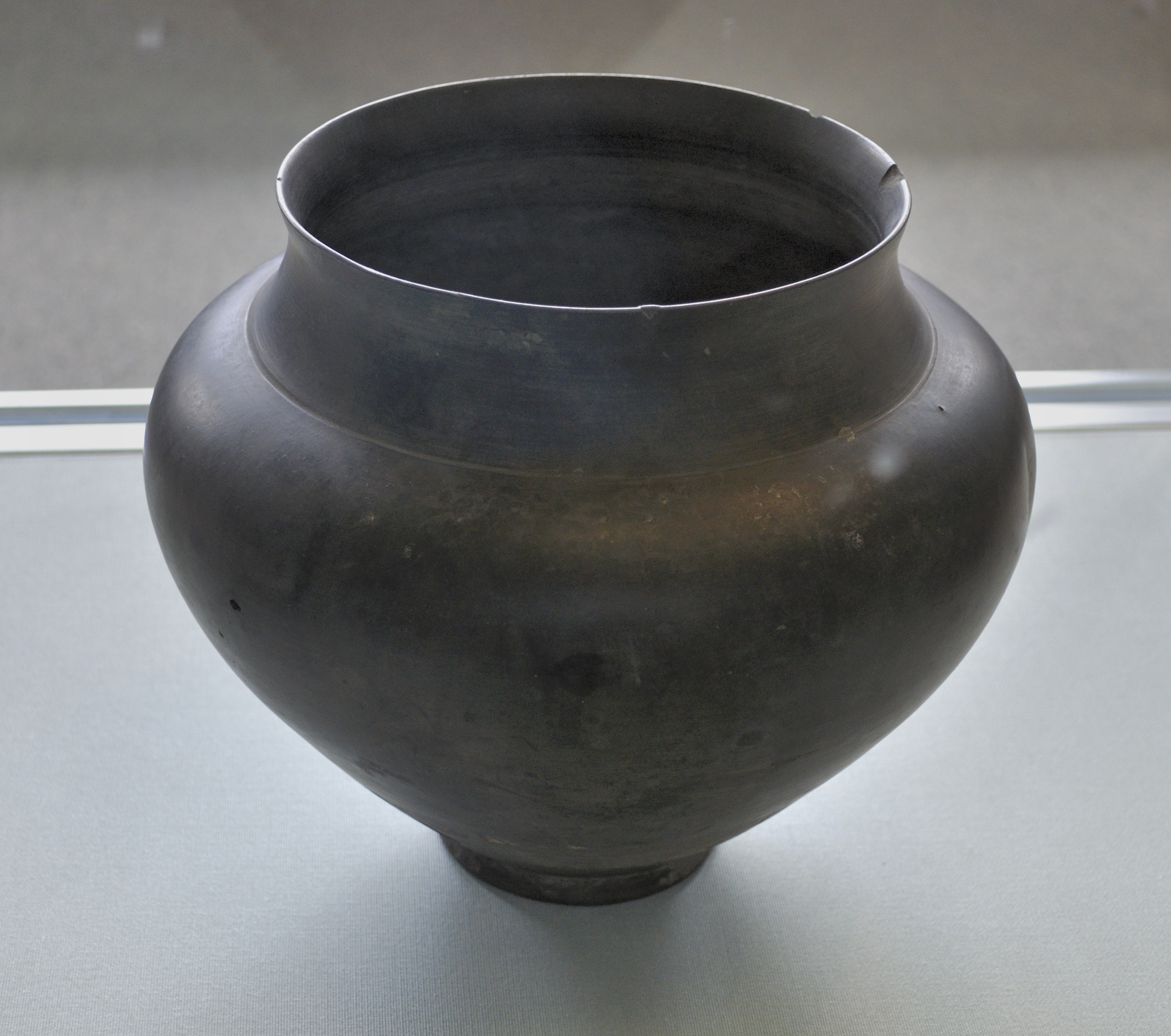
Vasija de «terra nigra» romana bruñida. Museo de Düsseldorf

Cerámica negra es la obra de alfarería que ha sido sometida a un especial proceso durante su cocción, y que en consecuencia presenta una coloración negruzca o gris oscura. Al enriquecerse la atmósfera del interior del horno con carbono e hidrógeno, junto con la ausencia de oxígeno, se produce una reacción química que da como resultado el oscurecimiento del barro, que pulido o bruñido en un trabajo posterior, presentará tonalidades negras más o menos brillantes o intensas. Además del cambio del color, las variaciones químicas en el barro le dan una consistencia y dureza más parecida a la piedra, lo que aumenta su durabilidad.
Técnica primitiva, la alfarería negra aparece en Asia, Europa, América y África con ejemplares o fragmentos datados ya antes del 1000 a. C. 

## Proceso de elaboración
Tomando como ejemplo de elaboración de cerámica negra la alfarería mirandesa asturiana fabricada desde el siglo x, una descripción elemental permite diferenciar las fases de preparación de los hornos, cocción de las piezas y dentro de esa fase, el proceso de ‘carbonación’ que produce el típico color negro en las piezas. Coloración que se consigue cuando, una vez alcanzados los 1000 grados, se introduce en la zona de combustión del horno algo que queme mal, madera mojada por ejemplo. El «ahumado profundo» se facilita tapando todos los huecos del horno evitando así la entrada de oxígeno. El procedimiento primitivo de asfixiar el cocimiento era cubrir el horno con un compuesto de hierba y tierra, que conservaban el calor durante dos o tres días, según el tamaño del horno. El ilustrado Gaspar Melchor de Jovellanos lo describió así en su Diario IV Itinerario VIII en 1792:

...el barro es rojo y después de cocido conserva el mismo color, aunque más claro tirando algo a blanco. Para darle el negro brillante y fino de los botijos, basta cerrar muy cuidadosamente el horno después de la cochura, y sin duda el humo ahogado en él penetra por todos los poros del barro y se vuelve negro.

## Cerámicas negras en la Edad del Hierro
Una de las más estudiadas es la llamada cerámica negra pulida norteña del Imperio mauria, en el sur de Asia (entre el 700 y el 200 a. C.), que sucedió a la cultura de la alfarería gris pintada (1200-600 a. C.). Junto a ella se puede citar a su vez la Cultura de la cerámica negra y roja del subcontinente indio, datada entre 1200-900 a. C.
Ya a finales del Neolítico se datan los ejemplos de cerámica de capas finas y pulidas en negro de la cultura de Longshan, extendida por el norte de China y el valle del río Yangtsé.

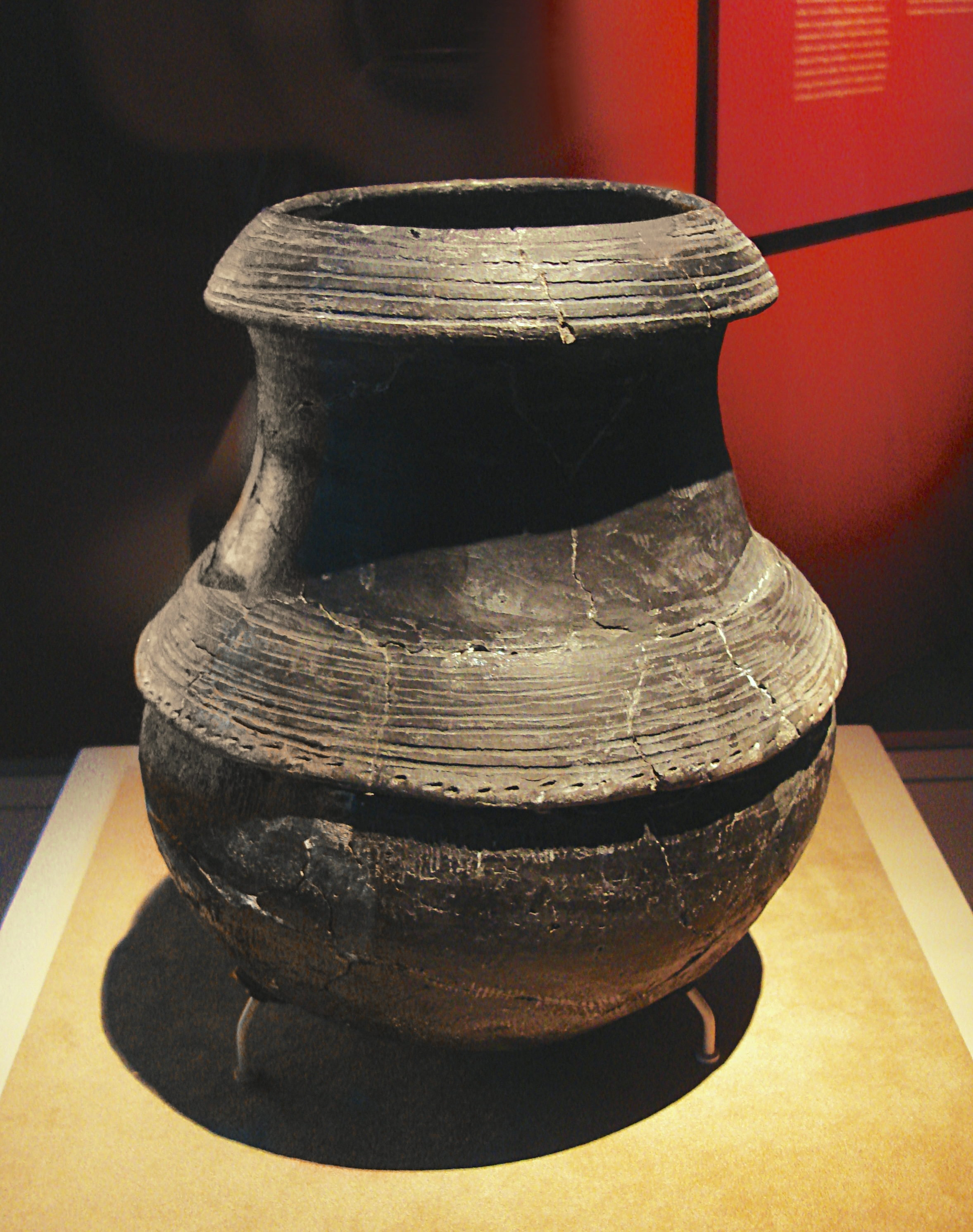
Alfarería negra de la cultura Hemudu (5000-3000 a. C.), procedente de Yuyao, provincia de Zhejiang (China)
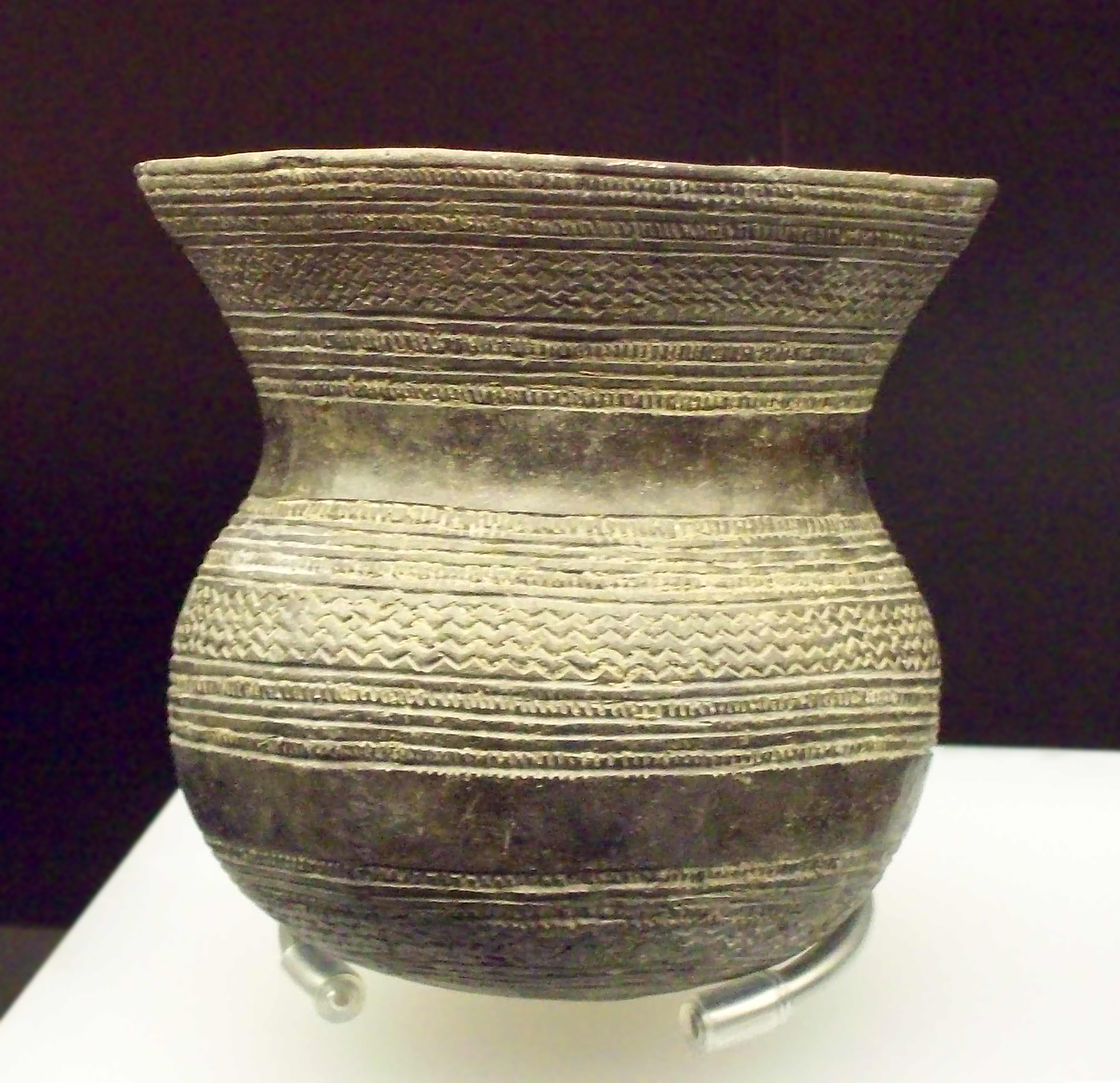
Vaso campaniforme de Ciempozuelos (España)
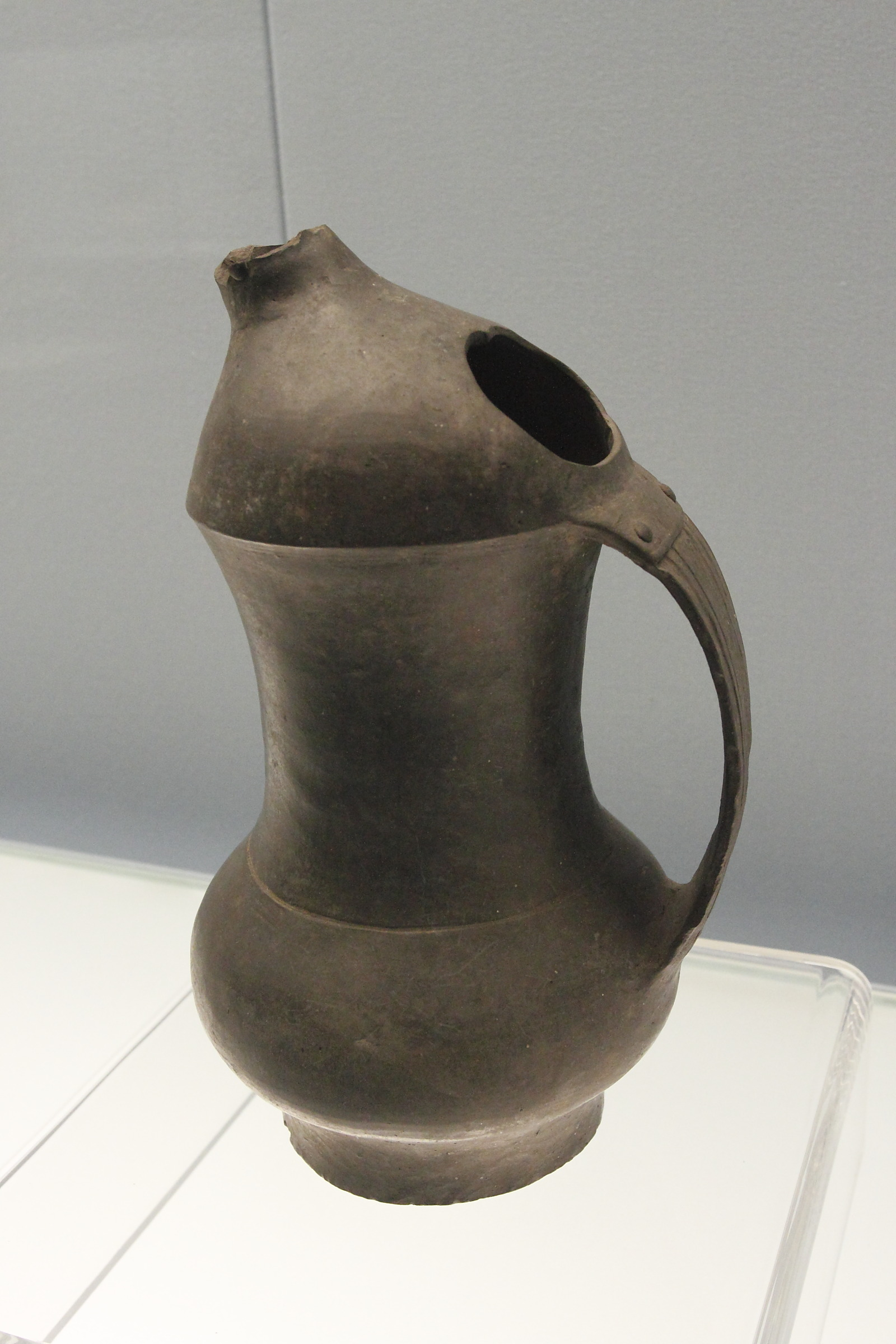
Jarra He de la cultura Longshan. Museo de Shanghai

## En la Antigüedad Clásica

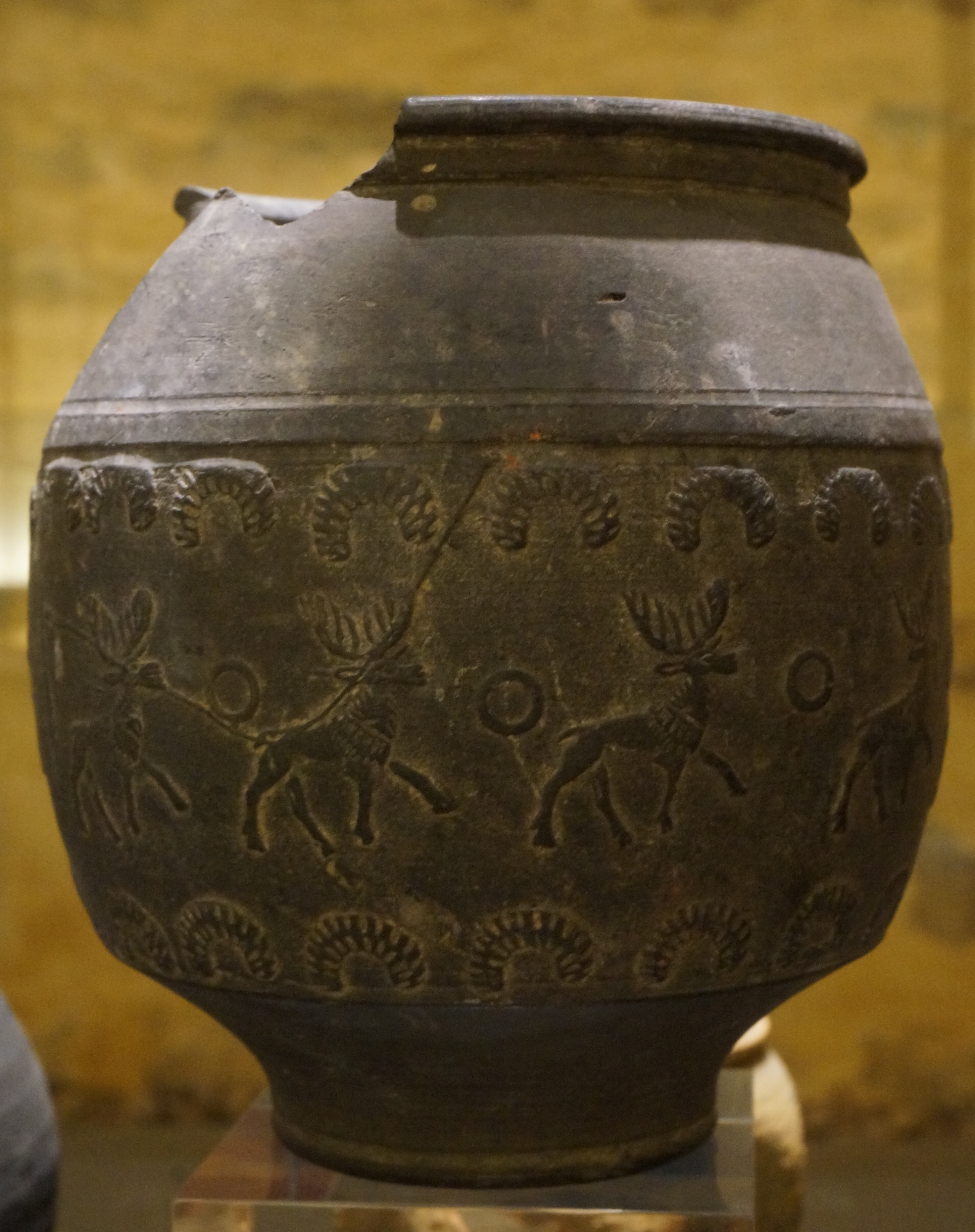
"Terra nigra" romana en el Museo de las Ardenas (Francia)

No entran en esta clasificación –determinada por el proceso de cocción–, grupos de cerámica de la Antigua Grecia como la denominada cerámica de figuras negras (con decoración de figuras en negro) o la cerámica policromada minóica de Kamarés sobre fondo pintado de negro. Tampoco deberá incluirse la alfarería barnizada o esmaltada en negro («black-glaze pottery»).
Sin embargo sí se han conservado ejemplos de alfarería negra, gris o mixta. Un ejemplo de esta última es la cerámica badariense de esa cultura prehistórica del Alto Egipto, con un uso parcial del recurso de asfixia de determinadas zonas de la obra de arcilla. De tonos negruzcos o grises es la cerámica característica de Etruria, en especial de los “bucchero” etruscos.
En el ámbito más amplio del mundo helénico y romano, se puede catalogar aquí la llamada «terra nigra» («black-slipped»).

## En España
En el conjunto de la geografía española se catalogan diversos ejemplos de cerámica negra, entre los que habría que diferenciar la producida en la Antigüedad y la resultante de la alfarería tradicional de distintas regiones o localidades.
Ya en el Bronce Inicial (entre 1970 y 1470 a. C.), cabe mencionar los ejemplos dentro del conjunto de la Cultura del vaso campaniforme, con abundante vajilla, como la procedente del yacimiento de Ciempozuelos conservada en el Museo Arqueológico Nacional de España. Destacan las vasijas realizadas en arcilla negra pulimentada con una capa de barro fino, y decoradas con motivos geométricos incisos rellenos de pasta blanca.
Asimismo, entre la alfarería negra primitiva, se encuentra la cerámica auarita de origen bereber, conservada en la isla de La Palma. De origen prehistórico, floreció en el periodo antiguo precolombino benahoarita (500 a 1500), llegando a conservarse durante el periodo colonial de las islas Canarias hasta inicio del siglo xx, y heredada en su morfología y estilo de producción por loceras canarias hasta el siglo xx.
Dentro del conjunto de la alfarería tradicional se conservan interesantes ejemplos como la cerámica de acabado gris acerado característico de la cerámica negra asturiana de Llamas del Mouro, Faro y Miranda en el concejo de Avilés.
No menos interesante es la producción de Naval, con un claro origen morisco desde el inicio del siglo xvii, y documentado en 1849. También en el nordeste de la península ibérica hay que mencionar clásicos de la alfarería negra catalana, como los sellons o botijos de Verdú, o la cerámica negra popular de Quart, documentada ya en 1484 (la misma fuente también menciona documentos similares para la producción de otras dos localidades gerundenses, La Bisbal, en 1511, y Breda, en 1583).
Al otro lado de la cornisa cantábrica destaca la producción de la alfarería tradicional de Gundivós, parroquia del municipio de Sober, en la provincia de Lugo.

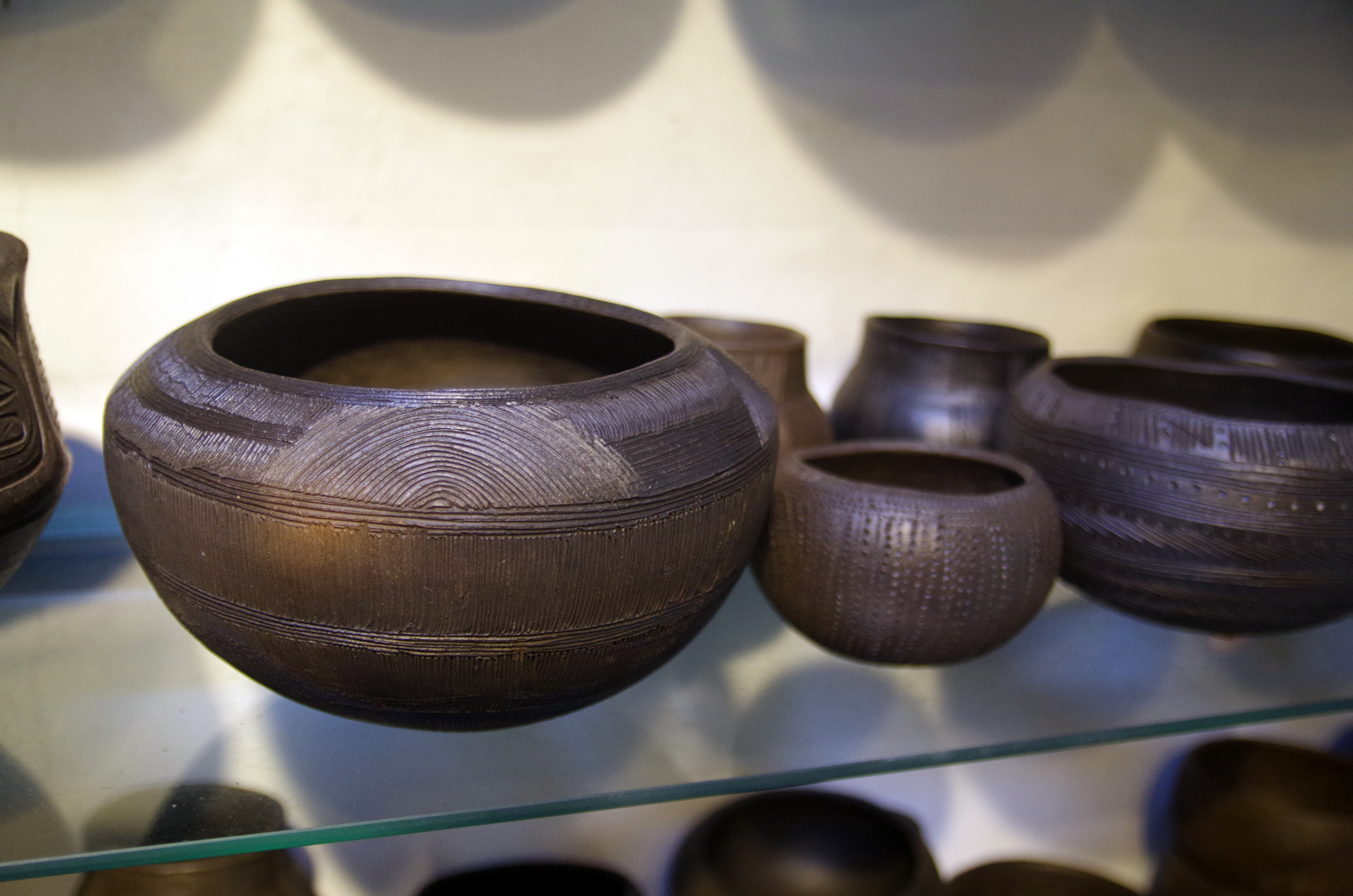
Vasijas de cerámica auarita canaria
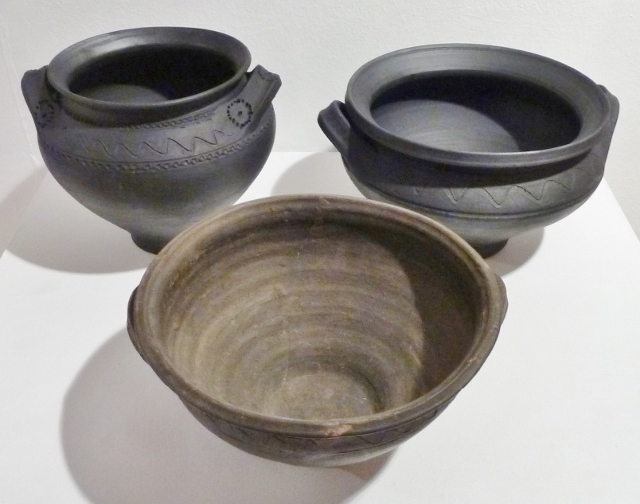
Cerámica negra de Llamas del Mouro (Asturias)
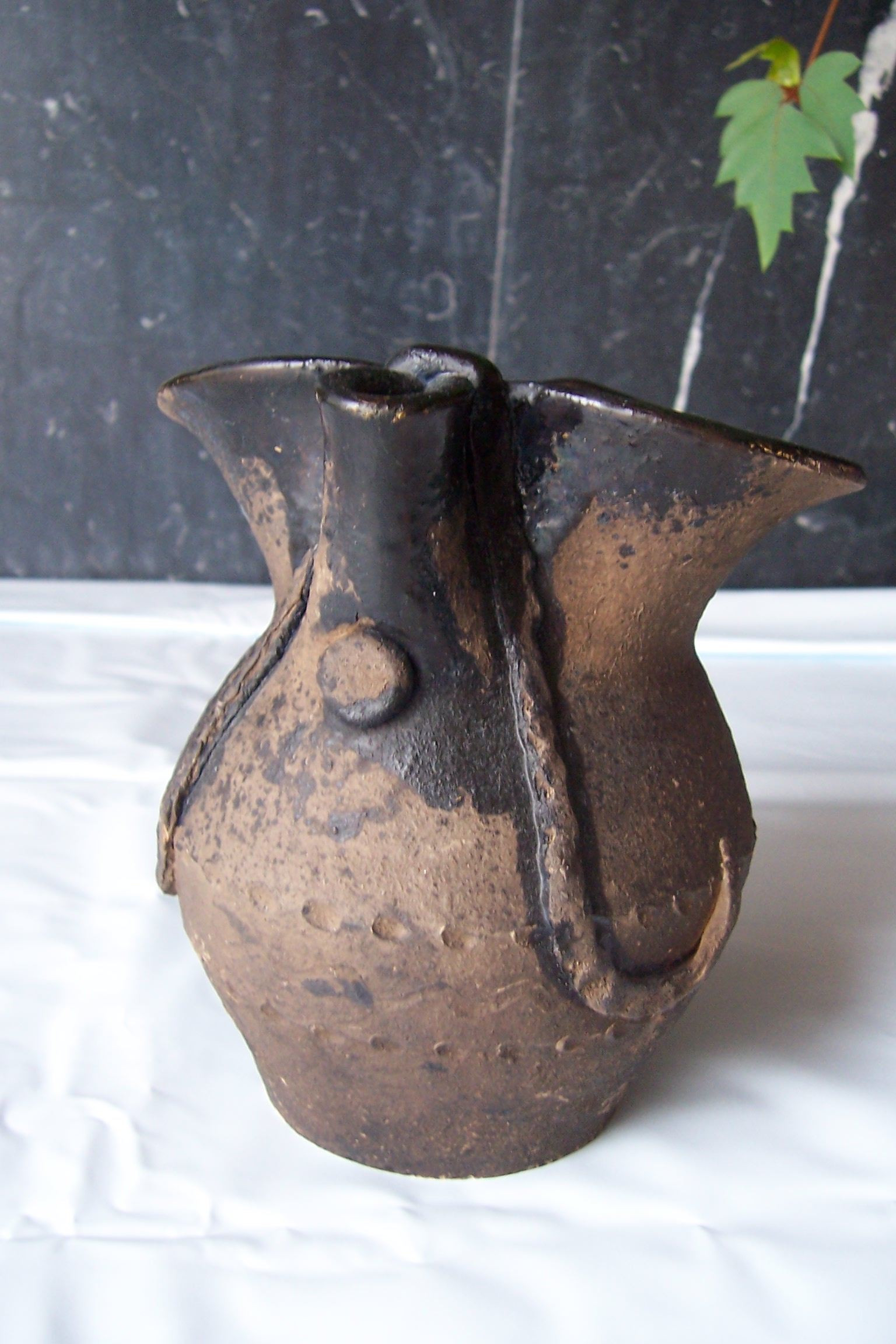
Jarra con bigotes, de Gundivós, en Galicia

## En Portugal
En Portugal puede citarse la cerámica negra de Bisalhães (en el concejo de Vila Real), cuyo valor tradicional hizo que fuera inscrita en 2016 (11.COM) en la Lista del Patrimonio Cultural Inmaterial.

## En México
La alfarería tradicional mexicana es rica en ejemplos de cerámica negra o barro negro, como la producida en Oaxaca, o la de Estilo Porvenir en Mata Ortiz.

## En Nicaragua
La cerámica negra es artesanía de barro el cual se fábrica objetos, como jícaras, tazas, juegos miniaturas, etc.; preparadas con hojas secas de Pino de Árbol. Una tradición que se elabora en el Valle Las Cureñas que conduce a Saraguasca en la zona seca, una comunidad ubicada a 10 kilómetros de la ciudad de Jinotega al norte del país.

## Cerámicas negras en el Cono Sur
Otra zona con abundantes y variados ejemplos de alfarería negra y gris es el sur de continente americano austral, con significativas manifestaciones en las culturas de herencia calchaquí, y su recuperación con la alfarería coroplástica de la provincia de Córdoba y su hermana Tucumana, en Argentina.

## Investigaciones
Entre los ceramólogos y etnógrafos especialistas en el estudio de las cerámicas negras, su elaboración, proceso y difusión, pueden citarse a los alemanes Wulf Köpke e Ilse Schütz, y al investigador español José Manuel Feito, fundador del Museo de cerámica negra de Avilés (España).